# Fonda, Iowa
Fonda är en ort i Pocahontas County i delstaten Iowa, USA.